# Выборы в Законодательное собрание Челябинской области (2010)
Выборы в Законодательное собрание Челябинской области пятого созыва состоялись 10 октября 2010 года. Были избраны 60 депутатов — 30 по партийным спискам и 30 по одномандатным округам.

## Участники

### Единая Россия
Первая тройка общерегионального списка: губернатор Челябинской области Михаил Юревич, председатель Законодательного собрания Челябинской области Владимир Мякуш, председатель Совета директоров ОАО «Магнитогорский металлургический комбинат» Виктор Рашников.
Всего выдвинуто 126 кандидатов в депутаты: 96 по партийному списку (трое возглавили общерегиональный список, по три человека выдвинуто в 27 территориальных группах и по четыре человека — в трех группах) и 30 в избирательных округах. Список утверждён на заседании политсовета регионального отделения партии 28 июля 2010 года.
По словам Владимира Мякуша, «Единая Россия» намерена набрать не менее 60 % голосов.

### КПРФ
Первая тройка общерегионального списка: первый секретарь областного комитета партии Светлана Поклоннова, адвокат Константин Нациевский, советник председателя правительства Челябинской области Виталий Константинов.
Всего выдвинуто 123 кандидата в депутаты: 95 по партийному списку (трое возглавили общерегиональный список) и 28 в избирательных округах. Список утверждён на заседании конференции регионального отделения партии 14 августа 2010 года.

### ЛДПР
Конференция не проводилась, кандидаты не выдвигались.

### Справедливая Россия
Первая тройка общерегионального списка: депутат Государственной Думы РФ Валерий Гартунг, председатель совета директоров ЗАО «Магнитогорск-Урал плюс» Вячеслав Евстигнеев, генеральный директор ООО «Ренессанс-Даймонд» Людмила Зыкович.
Всего выдвинуто 113 кандидатов в депутаты: 83 по партийному списку (трое возглавили общерегиональный список, по два человека в 15 территориальных группах, по три — в одиннадцати, по четыре — в трёх и пятеро — в одной) и 30 в избирательных округах. Список утверждён на конференции регионального отделения партии 29 июля 2010 года. 13 августа 2010 года список был заверен избирательной комиссией Челябинской области.

### Патриоты России
Первая тройка общерегионального списка: директор ООО «Юнионтрейд» Андрей Наймушин, председатель регионального отделения «Патриотов России» Дмитрий Семёнов, преподаватель Уральского государственного университета физической культуры Михаил Кислицкий.
Всего выдвинуто 76 кандидатов в депутаты: 70 по партийному списку (трое возглавили общерегиональный список, по два человека выдвинуты в 16 территориальных группах и по три — в одиннадцати) и 6 в избирательных округах. Список утверждён на конференции регионального отделения партии 18 июля 2010 года.

План-минимум — набрать 5 % и взять один мандат. А план-максимум — 7 % и побороться за распределение мандатов. С учетом того, что скоро выборы в Госдуму, где надо обязательно брать 7 %, то для раскачки 5 % будет очень достойным результатом. По крайней мере, по нашим оценкам.— Председатель регионального отделения партии «Патриоты России» Дмитрий Семёнов

### Яблоко
Первая тройка общерегионального списка: член федерального совета партии Наталия Миронова, председатель челябинской башкирской женской общественной организации «Фатиха» Фатима Кобжасарова, народная артистка России, заведующая кафедрой вокала Челябинской государственной академии культуры и искусств Галина Зайцева.
Всего выдвинуто 43 кандидата в депутаты по партийному списку (трое возглавили общерегиональный список). Региональное отделение партии приняло решение не выдвигать кандидатов в избирательных округах. Список утверждён на конференции регионального отделения партии 7 августа 2010 года.

### Правое дело
Первая тройка общерегионального списка: председатель регионального отделения «Правого дела» Алексей Севастьянов, заместитель председателя общественной организации «Правосознание» Ирина Саушкина, управляющий ОАО «Первый хлебокомбинат» Вячеслав Сенчищев.
Всего выдвинуто 45 кандидатов в депутаты: 37 по партийному списку (трое возглавили общерегиональный список и по два человека в 17 территориальных группах) и 8 в избирательных округах. Список утверждён на конференции регионального отделения партии 20 июня 2010 года. 5 августа 2010 года список был заверен избирательной комиссией Челябинской области.

Мы планируем взять минимум семь-восемь мест в Заксобрании. Даже если не выиграем выборы, даже если случайно займем не первое, а второе место, то все равно той партии, которая нас опередит, придется обратить внимание на проблемы, которые мы поднимаем".— Председатель регионального отделения партии «Правое дело» Алексей Севастьянов

## Хроника
- 30 апреля 2010 года Законодательное собрание Челябинской области приняло решение о назначении выборов на март 2011 года[9].
- 24 июня 2010 года ЗС приняло решение о переносе выборов с марта 2011 года на октябрь 2010 года[10].
- 9 июля 2010 года ЗС назначило выборы на 10 октября 2010 года[11].

## Мнения
По мнению политолога Александра Подопригоры, перенос выборов с марта 2011 года на октябрь 2010 года удобен областной администрации и губернатору Юревичу, так как позволит выстроить собственную «вертикаль власти» в области.

Это позволит губернатору укрепить свои позиции в заксобрании и выбить козыри из рук оппонентов. Подготовка к выборам шла на март, я думаю, что люди уже планировали кампанию. Теперь мяч на стороне команды губернатора, и все заинтересованные люди просто обязаны будут согласовывать свои планы с ним. Полагаю, что нас ждут серьёзные изменения в составе заксобрания: придут люди, лично преданные или лояльные Михаилу Юревичу. Но все-таки подводные камни у этой конструкции есть. Если в ЕР вдруг возникнет некая фронда, то возможна реализация сценария, который был в Екатеринбурге, где ЕР набрала менее 40 %. При том что Юревичу поставлена планка — не менее 60 % голосов за партию власти на выборах в заксобрании.— Член федерального политсовета движения «Солидарность» Алексей Табалов. // Челябинский губернатор торопится на выборы. Клуб регионов (3 июня 2010). Дата обращения: 15 августа 2010. Архивировано 5 мая 2012 года.

## Опросы общественного мнения

### Челябинский институт (филиал)Уральской академии государственной службы
Если бы выборы в Законодательное собрание Челябинской области состоялись в ближайшее воскресенье, то за какую политическую партию вы бы проголосовали?
| Партия                | май 2010 |
| --------------------- | -------- |
| «Единая Россия»       | 37,2 %   |
| КПРФ                  | 8,1 %    |
| «Справедливая Россия» | 6,9 %    |
| ЛДПР                  | 6,9 %    |
| «Патриоты России»     | 0,8 %    |
| «Правое дело»         | 0,7 %    |
| «Яблоко»              | 0,7 %    |
| За другую партию      | 2,5 %    |
| Затрудняюсь ответить  | 36,3 %   |

ФОМ Закрытый опрос для Единой России http://www.regnum.ru/news/polit/1329454.html
| Партия                | 10-20 сентября 2010 года |
| --------------------- | ------------------------ |
| «Единая Россия»       | 52,70 %                  |
| «Справедливая Россия» | 11,75 %                  |
| КПРФ                  | 10,55 %                  |
| ЛДПР                  | 10,44 %                  |
| «Яблоко»              | 5,08 %                   |
| «Патриоты России»     | 4,82 %                   |
| «Правое дело»         | 4,65 %                   |

По данным закрытого опроса ФОМ для Единой России, проводившегося с 10 по 20 сентября 2010 года некоторые рейтинги выглядят так:
Единая Россия — 53 %
Справедливая Россия — 15 %
КПРФ больше 8 %
ЛДПР на том же уровне.
Рейтинги сравнения 2009—2010 гг.
```
http://newtimes.ru/gallery/?path=upload/medialibrary/b5e/14-g1.jpg
```

Опрос ЧелГУ 7 октября 2010 года г. Челябинск 5034 опрошенных.
| Партия                | 7 октября 2010 года |
| --------------------- | ------------------- |
| «Единая Россия»       | 48,1 %              |
| КПРФ                  | 12,0 %              |
| «Справедливая Россия» | 11,9 %              |
| ЛДПР                  | 7,6 %               |
| «Яблоко»              | 2,3 %               |
| «Патриоты России»     | 1,8 %               |
| «Правое дело»         | 0,7 %               |

## Результаты выборов
На выборах в Законодательное собрание Челябинской области, завоевав 55,73 % голосов по партийному списку, победила «Единая Россия». Кандидаты от партии также победили во всех тридцати одномандатных округах. В итоге «Единая Россия» получила в региональном парламенте 49 мест (82 %) из 60. Второй результат со 14,61 % голосов показала «Справедливая Россия» — это дало ей 4 места в Законодательном собрании. Также 4 места получила КПРФ, набравшая на выборах 11,81 %. Четвертый результат показала ЛДПР, за которую проголосовало 9,16 % избирателей, что дало ей 3 места в региональном парламенте. Партии «Яблоко», «Патриоты России», «Правое дело», набравшие 2,53 %, 1,52 % и 1,2 %, соответственно, мест в парламенте Челябинской области V созыва не получили.
| Результаты выборов по партийным спискам | Результаты выборов по партийным спискам | Результаты выборов по партийным спискам | Результаты выборов по партийным спискам | Результаты выборов по партийным спискам |
| --------------------------------------- | --------------------------------------- | --------------------------------------- | --------------------------------------- | --------------------------------------- |
| Единая Россия                           |                                         |                                         | 55.73 %                                 |                                         |
| Справедливая Россия                     |                                         |                                         | 14.61 %                                 |                                         |
| КПРФ                                    |                                         |                                         | 11.81 %                                 |                                         |
| ЛДПР                                    |                                         |                                         | 9.16 %                                  |                                         |
| Яблоко                                  |                                         |                                         | 2.53 %                                  |                                         |
| Патриоты России                         |                                         |                                         | 1.52 %                                  |                                         |
| Правое Дело                             |                                         |                                         | 1.20 %                                  |                                         |

|                                                       | Единая Россия                                | 694 497 | 55,73 % | 19 | 30 | 49 |
|                                                       | Справедливая Россия                          | 182 028 | 14,61 % | 4  | -  | 4  |
|                                                       | Коммунистическая партия Российской Федерации | 147 199 | 11,81 % | 4  | -  | 4  |
|                                                       | Либерально-демократическая партия России     | 114 126 | 9,16 %  | 3  | -  | 3  |
| Заградительный барьер — 7 %                           |                                              |         |         |    |    |    |
| Партии, набравшие от 5 % до 7 %, получают 1-2 мандата |                                              |         |         |    |    |    |
|                                                       | Яблоко                                       | 31 558  | 2,53 %  | -  | -  | -  |
|                                                       | Патриоты России                              | 18 951  | 1,52 %  | -  | -  | -  |
|                                                       | Правое дело                                  | 15 015  | 1,20 %  | -  | -  | -  |
|                                                       | Недействительных бюллетеней                  | 42 717  | 3,44 %  | -  | -  | -  |